# Ben Barker (kierowca wyścigowy)
Ben Barker (ur. 23 kwietnia 1991 roku w Cambridge) – brytyjski kierowca wyścigowy.

## Życiorys
Barker rozpoczął karierę w wyścigach samochodowych w 2009 roku w Formule Ford. W brytyjskiej edycji był ostatecznie ósmy. Rok później odniósł sukces w Australijskiej Formule 3, gdzie zarówno w klasie Gold Star, jak i East Coast Shootout zdobył tytuł mistrzowski. W późniejszych latach Brytyjczyk starował głównie w seriach Porsche. W sezonie 2011 pojawił się w Brytyjskim oraz Australijskim Pucharze Porsche Carrera. Lepiej spisał się w Australii, gdzie był piąty. 2012 rok oznaczał dla Barkera przede wszystkim starty w Brytyjskim Pucharze Porsche Carrera. Z dorobkiem 282 punktów zajął tam drugie miejsce w klasyfikacji generalnej.
Na sezon 2013 Brytyjczyk podpisał kontrakt z ekipą Team Bleekemolen na starty w Porsche Supercup. W ciągu dziewięciu wyścigów, w których wystartował, uzbierał 66 punktów. Dało mu to dziesiątą pozycję w klasyfikacji generalnej. Sezon później jeździł w teamie Verva Lechner Racing Team z wicemistrzem cyklu, Kubą Giermaziakiem. Zajął 6. miejsce z dorobkiem 96 pkt. W kolejnym sezonie uplasował się trzy pozycje niżej, ale z innym zespołem, MOMO Megatron Team PARTRAX.

## Wyniki

### Podsumowanie
| Sezon | Seria                                                    | Zespół                       | Wyścigi | Zwycięstwa | PP  | NO  | Podium | Punkty | Pozycja |
| ----- | -------------------------------------------------------- | ---------------------------- | ------- | ---------- | --- | --- | ------ | ------ | ------- |
| 2009  | Brytyjska Formuła Ford                                   | Fluid Motorsport Development | 24      | 1          | 1   | 1   | 1      | 272    | 8       |
| 2009  | Festiwal Formuły Ford – Duratec – Pre finals             | Fluid Motorsport Development | 1       | 0          | 0   | 0   | 0      | N/A    | 4       |
| 2009  | Festiwal Formuły Ford – Duratec class                    |                              | 2       | 0          | 0   | 0   | 1      | 0      | NS†     |
| 2010  | Australijska Formuła 3 – Gold Star                       | Team BRM                     | 20      | 6          | 1   | 10  | 12     | 220    | 1       |
| 2010  | Australijska Formuła 3 – East Coast Shootout             | Team BRM                     | 8       | 3          | 0   | 5   | 6      | 101    | 1       |
| 2010  | Australijska Formuła Ford                                | Team BRM                     | 2       | 0          | 0   | 0   | 0      | 0      | NS      |
| 2010  | V8 Supercars                                             | MW Motorsport                | 2       | 0          | 0   | 0   | 0      | 156    | 31      |
| 2011  | Australijski Puchar Porsche Carrera                      | Team BRM                     | 21      | 2          | 2   | 3   | 6      | 755    | 5       |
| 2011  | Brytyjski Puchar Porsche Carrera                         | Parr Motorsport              | 4       | 0          | 0   | 1   | 2      | 45     | 17      |
| 2011  | PSCRAA Enduro Championship                               | Quintessence Construction    | 2       | 0          | 0   | 0   | 0      | 0      | NS      |
| 2011  | Radical Australia Cup                                    | Excaliber Racing             | 2       | 1          | 0   | 1   | 2      | 0      | NS†     |
| 2012  | Brytyjski Puchar Porsche Carrera                         | Parr Motorsport              | 20      | 5          | 5   | 5   | 9      | 282    | 2       |
| 2012  | City Challenge Baku – Sprint races                       |                              | 1       | 0          | 0   | 0   | 0      | N/A    | NS      |
| 2012  | City Challenge Baku GT                                   | Franz Konrad Motorsport      | 1       | 0          | 0   | 0   | 0      | N/A    | 10      |
| 2012  | City Challenge Baku GT – Porsche Supercup class          |                              | 1       | 1          | 0   | 0   | 1      | N/A    | 1       |
| 2012  | 60° Coppa Intereuropa Storica 1000 km Challenge – P6     |                              | 1       | 0          | 0   | 0   | 0      | N/A    | NS      |
| 2013  | Porsche Supercup                                         | Team Bleekemolen             | 9       | 0          | 0   | 0   | 0      | 66     | 10      |
| 2013  | Azjatycki Puchar Porsche Carrera                         | Team BetterLife              | 2       | 0          | 0   | 0   | 1      | 0      | NS†     |
| 2014  | Porsche Supercup                                         | Verva Lechner Racing Team    | 10      | 0          | 0   | 0   | 1      | 92     | 6       |
| 2014  | Liqui Moly Bathurst 12 Hour – Class B                    | Grove Motorsport             | 1       | 1          | 0   | 0   | 1      | N/A    | 1       |
| 2014  | Brytyjski Puchar Porsche Carrera                         | Parr Motorsport              | 3       | 3          | 1   | 2   | 3      | 22     | 19      |
| 2014  | European Le Mans Series – GTE                            | Gulf Racing UK               | 4       | 0          | 0   | 0   | 0      | 26     | 12      |
| 2014  | United Sports Car Championship – GTD                     | GB Autosport                 | 6       | 0          | 0   | 0   | 0      | 139    | 26      |
| 2014  | Porsche Carrera Cup – 24H Le Mans Support Race – Class A | Parr Motorsport              | 1       | 1          | 0   | 0   | 1      | N/A    | 1       |
| 2015  | Porsche Supercup                                         | MOMO Megatron Team PARTRAX   | 9       | 0          | 0   | 0   | 1      | 69     | 9       |
| 2015  | Niemiecki Puchar Porsche Carrera – Klasa A               | Land Motorsport              | 17      | 0          | 0   | 0   | 2      | 101    | 12      |
| 2015  | Liqui Moly Bathurst 12 Hour - Klasa B                    | Grove Group                  | 1       | 0          | 0   | 0   | 1      | 0†     | 2†      |
| 2015  | Liqui Moly Bathurst 12 Hour                              | Grove Group                  | N/A     | N/A        | N/A | N/A | N/A    | 17†    | 0†      |

† – Barker nie był zaliczany do klasyfikacji.